# 유적
유적(遺蹟)은 과거 인류가 남긴 잔존물로, 형태가 크며 위치를 변경시킬 수 없는 신전, 고분, 주거지, 거석기념물 등을 가리킨다.

## 나라별 주요 유적

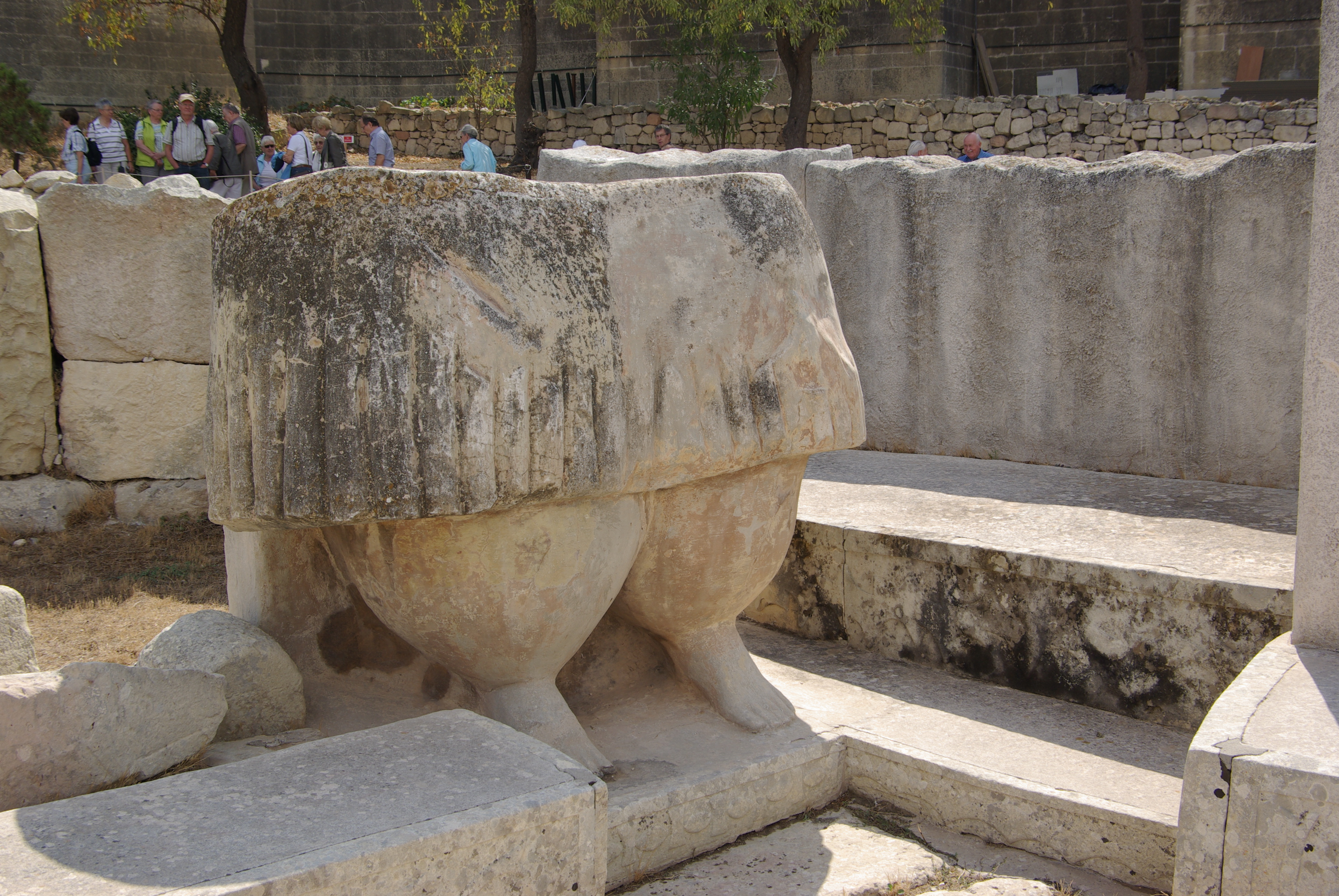
타르신. 신전.
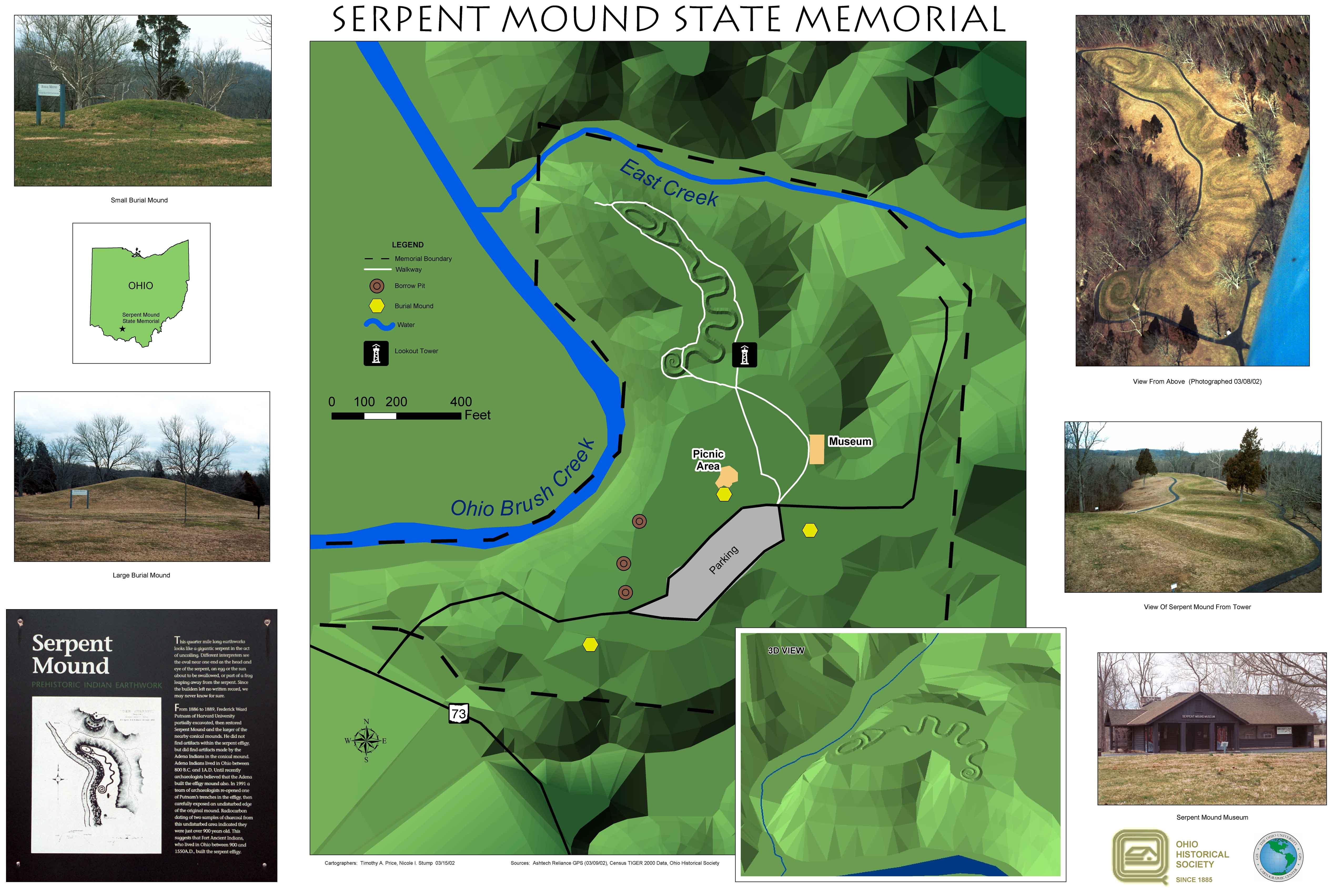
서펜트 마운드. 고분.
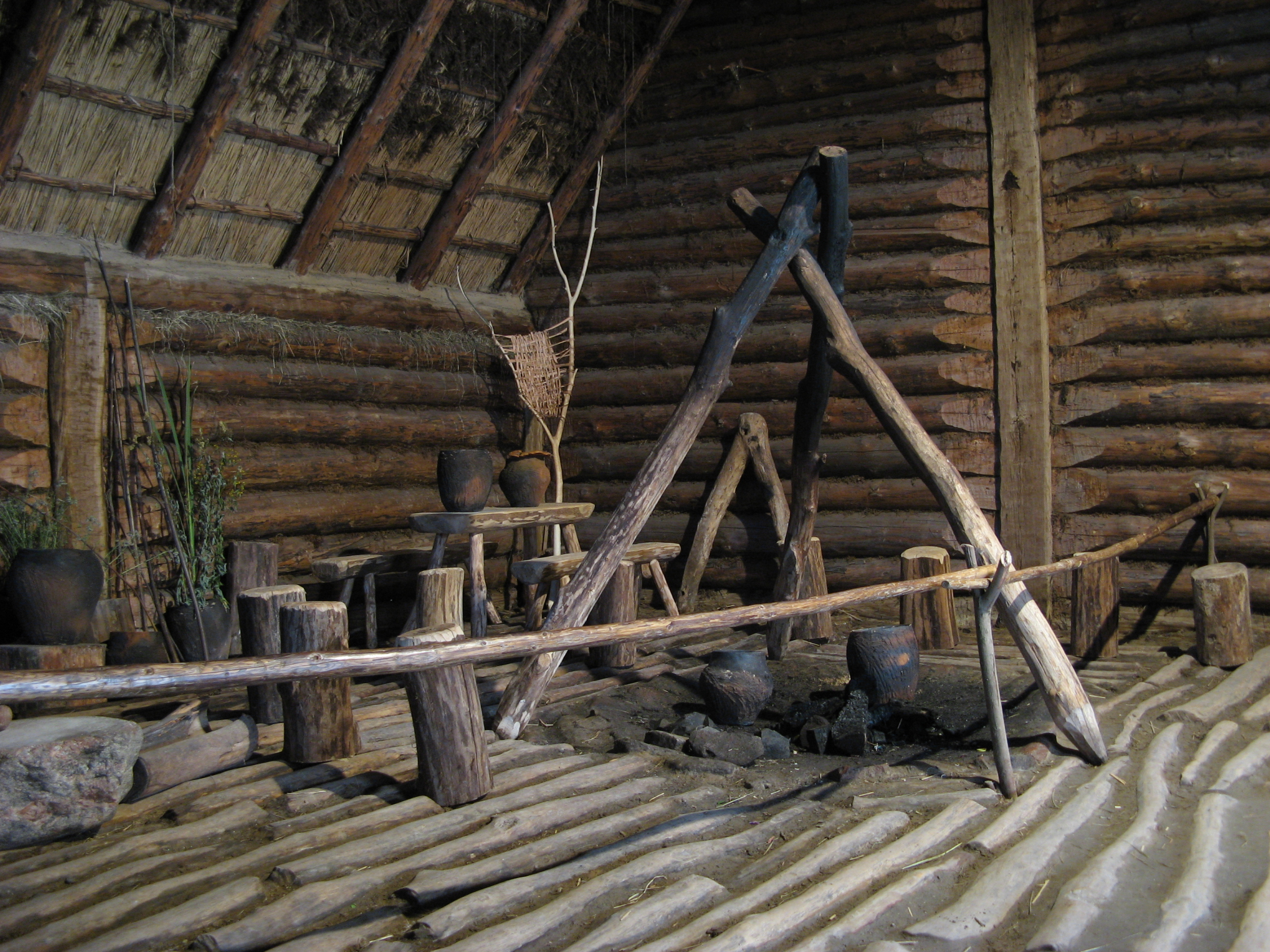
비스쿠핀. 주거지 유적.
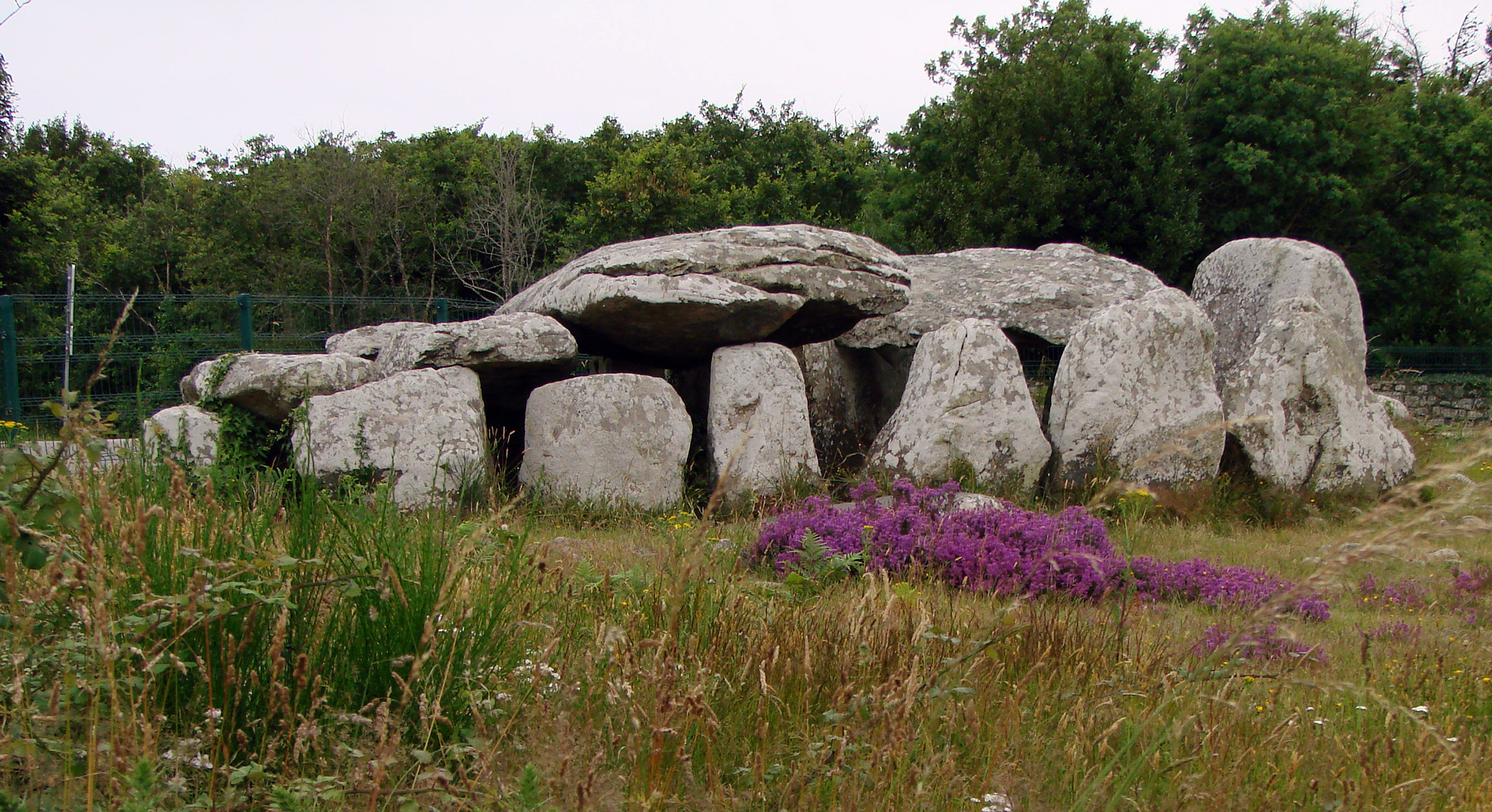
카르나크 열석. 거석기념물.

## 같이 보기
- 한국 선사 시대 유적지
- 대한민국의 유적 목록